# Maurice Beerblock (Schauspieler)
Maurice Beerblock (* 1930 in Brüssel; † 25. Januar 1998 in Brüssel) war ein belgischer Schauspieler und Regieassistent.

## Leben
Beerblock arbeitete bis 1968 als Regisseur bei der RTBF. 1957 wirkte er als Location Manager an Adonis Kyrous Kurzfilm La déroute mit. 1963 drehte er mit Jean Delire die Fernsehserie Heureux mortels. 1968 beendete er seine Tätigkeit beim Fernsehen, um sich politischen Aktivitäten zu widmen. 1978 wurde er Mitarbeiter der Zeitschrift Libération, zunächst als Telefonist, von 1979 bis 1996 im Archiv. Er starb 1998 an einem Herzinfarkt.

## Filmografie
- 1956: Ein zum Tode Verurteilter ist entflohen (Un condamné à mort s'est échappé)
- 1960: Déjà s'envole la fleur maigre
- 1963: Heureux mortels
- 1979: Mireille dans la vie des autres